# Área Metropolitana de Malmö
A Área Metropolitana de Malmö (conhecida em Sueco como Stormalmö ou Stor-Malmö) é uma área metropolitana sueca com centro na cidade de Malmö. Está localizada no condado da Escânia, e é a terceira das três áreas metropolitanas na Suécia, antecedida pela área metropolitana de Estocolmo e pela área metropolitana de Gotemburgo.
É composta pelas 12 comunas de Malmö, Burlöv, Eslöv, Höör, Kävlinge, Lomma, Lund, Skurup, Staffanstorp, Svedala, Trelleborg e Vellinge. 

Faz parte da Região Transnacional de Oresund, juntamente com as ilhas dinamarquesas de Zelândia, incluindo a área da Grande Copenhaga, Lolland, Falster, Møn e Bornholm.

## Comunicações
A área metropolitana de Malmö é atravessada pelas estradas europeias E6, E20, E22 e E65.
Dispõe de  ligações ferroviárias a Copenhaga,  Helsingborg, Gotemburgo, Estocolmo  e Berlim. 
Dispõe do aeroporto de Malmo, e dos portos marítimos de Malmö e Trelleborg. 